# 애니링크
애니링크(AnyLink)는 티맥스소프트사에서 제작한 한국산 채널통합 솔루션(MCI)이다. 2003년 방카슈랑스 1차를 기점으로 보험업계에 많은 레퍼런스를 확보하였고 3.0 버전에서 금융, 통신, 공공 분야에서 사용될 수 있는 확장성 있는 제품을 출시하여 현재 기업의 대내외 채널 통합에 사용되고 있으며 최근 ESB (Enterprise Service Bus) 기반의 5.0 버전이 출시되어 적용된 바 있다. NIO (Non-blocking IO) 방식을 사용하여 고성능, 대용량 처리가 가능한 시스템을 구축할 수 있어서 다수의 대형 사이트에 적용되어 있다.
개발 환경 면에서 GUI 기반 tool을 제공함으로써 복합한 채널통합 시스템을 손쉽게 구축 가능하다. Admin을 통해 제어 가능한 다양한 통신 프로토콜을 수용할 수 있는 프로토콜 게이트웨이(Gateway)를 제공하고 Studio를 통한 전문 변환(mapping), 채널 비지니스 관리가 가능한 장점을 가진다. 편리한 개발환경으로 인해 유지보수가 용이하고, Time-to-market이 중요시 되는 상황에서 최소한의 시간으로 상품 출시를 가능케 한다.

## 같이 보기
- 티맥스소프트